# Kácovský tunel
Kácovský tunel je železniční tunel na katastrálním území Kácov na úseku regionální železniční trati 212 Čerčany – Světlá nad Sázavou mezi zastávkami Kácov zastávka a Střechov nad Sázavou v km 4,148–4,241.

## Historie
Železniční trať vybudovala v letech 1902–1903 česká firma Osvald Životský z Prahy. Povolení k výstavbě bylo  vydáno v roce 1901 a další dílčí v roce 1902. Provoz byl zahájen 23. září 1903. Na trati bylo postaveno osm tunelů.

## Popis
Jednokolejný tunel se nachází na trati Čerčany – Světlá nad Sázavou. Trať je vedena údolím řeky Sázavy v náročném členitém terénu. Tunel byl postaven v oblouku v úseku mezi zastávkami Kácov zastávka a Střechov nad Sázavou ve skalnatém svahu, který obtéká řeka Sázava, je v nadmořské výšce 320 m a měří 93 m. Tunel a portály mají kamennou obezdívku.